# IHF Super Globe 2010
Der 4. IHF Super Globe wurde vom 17. bis 21. Mai 2010 in Doha (Katar) ausgetragen. Die Vorrunde fand vom 17. bis 19. Mai statt, die Platzierungsspiele und Finale waren am 20. und 21. Mai. Sieger war der BM Ciudad Real.

## Austragungsort
Das Turnier wurde in der Frauensporthalle des Trainingszentrums Aspire Zone in Katars Hauptstadt Doha ausgetragen.

## Vorrunde

### Gruppe A
| Rang | Team            | Sp. | S | U | N | T  | GT | Diff. | Pkt.  |
| ---- | --------------- | --- | - | - | - | -- | -- | ----- | ----- |
| 1.   | BM Ciudad Real  | 2   | 2 | 0 | 0 | 68 | 41 | + 27  | 4 : 0 |
| 2.   | al Zamalek SC   | 2   | 1 | 0 | 1 | 53 | 57 | − 04  | 2 : 2 |
| 3.   | Unopar Londrina | 2   | 0 | 0 | 2 | 48 | 71 | − 23  | 0 : 4 |

| 17. Mai 2010, Mo. 16:45 Uhr | 1.500 Zuschauer Spielbericht | BM Ciudad Real Metličić 5 | 28 : 22 (17 : 13) | al Zamalek SC Al Ahmar 10   |
| 18. Mai 2010, Di. 16:45 Uhr | 800 Zuschauer Spielbericht   | BM Ciudad Real Parrondo 6 | 40 : 19 (21 : 08) | Unopar Londrina Mazzoco 3   |
| 19. Mai 2010, Mi. 16:45 Uhr | 1.200 Zuschauer Spielbericht | al Zamalek SC Al Ahmar 10 | 31 : 29 (15 : 15) | Unopar Londrina Bortolini 7 |

### Gruppe B
| Rang | Team                | Sp. | S | U | N | T  | GT | Diff. | Pkt.  |
| ---- | ------------------- | --- | - | - | - | -- | -- | ----- | ----- |
| 1.   | al-Sadd Sports Club | 2   | 2 | 0 | 0 | 66 | 35 | + 31  | 4 : 0 |
| 2.   | al-Sadd             | 2   | 1 | 0 | 1 | 51 | 49 | + 02  | 2 : 2 |
| 3.   | Southern Stars      | 2   | 0 | 0 | 2 | 35 | 68 | − 33  | 0 : 4 |

| 17. Mai 2010, Mo. 18:15 Uhr | 800 Zuschauer Spielbericht   | al-Sadd Sports Club Lazarov 12    | 30 : 19 (15 : 10) | al-Sadd Roganović 6        |
| 18. Mai 2010, Di. 18:15 Uhr | 1.000 Zuschauer Spielbericht | al-Sadd Sports Club Abdelrazek 10 | 36 : 16 (16 : 08) | Southern Stars Tonnessen 4 |
| 19. Mai 2010, Mi. 18:15 Uhr | 1.000 Zuschauer Spielbericht | al-Sadd Kapisoda 11               | 32 : 19 (16 : 07) | Southern Stars Toerlen 8   |

## Finalspiele

### Halbfinale
Das Halbfinale fand am 20. Mai 2010 statt. Im Halbfinale traf immer ein Gruppenerster auf einen Gruppenzweiten einer anderen Gruppe.
| 20. Mai 2010, Do. 16:45 Uhr | 900 Zuschauer Spielbericht   | BM Ciudad Real Parrondo, Fernandez 8 | 41 : 18 (21 : 08) | al-Sadd Špoljarić 7      |
| 20. Mai 2010, Do. 18:45 Uhr | 2.500 Zuschauer Spielbericht | al-Sadd Sports Club Lazarov 12       | 27 : 23 (13 : 12) | al Zamalek SC Al Ahmar 8 |

### Finale
Das Finale fand am 21. Mai 2010 statt. Der Gewinner der Partie war Sieger des Super Globe 2010.
| 21. Mai 2010, Fr. 19:15 Uhr | 2.500 Zuschauer Spielbericht | BM Ciudad Real Gull, Fernandez 7 | 30 : 25 (11 : 15) | al-Sadd Sports Club Lazarov 12 |

BM Ciudad Real: Hombrados, Sterbik – Gull (7/2), Fernandez (7), Källman  (4), Abalo  (4), Parrondo   (3/1), Aguinagalde (2), Metličić  (2), Entrerríos (1), Davis, Rodríguez, Morros   , Dinart
al-Sadd Sports Club: Almaalem, Alilović – Lazarov (12/6), Balić  (5), Jørgensen  (2), Kenaoui   (1), Al-Ali  (1), Nikolić  (1), Mohammed (1), Abdelrazek  (1), Cickusic (1), Ashoor, Alkhater, Salem

## Platzierungsspiele
Die Platzierungsspiele fanden am 21. Mai 2010 statt.

### Spiel um Platz 5
| 21. Mai 2010, Fr. 15:15 Uhr | -.--- Zuschauer Spielbericht | Unopar Londrina Rodrigo Moraes, Fernandes, Rodolfo Moraes 5 | 31 : 16 (16 : 08) | Southern Stars Toerlen 6 |

### Spiel um Platz 3
| 21. Mai 2010, Fr. 17:15 Uhr | 1.800 Zuschauer Spielbericht | al-Sadd Kapisoda 6 | 22 : 33 (08 : 12) | al Zamalek SC Al Ahmar 13 |

## Abschlussplatzierung
| Rang   | Team                | Sp. | S | U | N | Tore    | Diff. |
| ------ | ------------------- | --- | - | - | - | ------- | ----- |
| Gold   | BM Ciudad Real      | 4   | 4 | 0 | 0 | 139:84  | +55   |
| Silber | al-Sadd Sports Club | 5   | 3 | 0 | 1 | 118:88  | +30   |
| Bronze | al Zamalek SC       | 4   | 2 | 0 | 2 | 109:106 | +03   |
| 04.    | al-Sadd             | 4   | 1 | 0 | 3 | 91:123  | −32   |
| 05.    | Unopar Londrina     | 3   | 1 | 0 | 2 | 79:87   | −08   |
| 06.    | Southern Stars      | 3   | 0 | 0 | 3 | 51:99   | −48   |